# Pietro Barbolano
Pietro Barbolano, död 1032, var en venetiansk doge. Han var regerande doge av Venedig 1026–1032. 